# Kommunhuset i Värmdö AB
Kommunhuset i Värmdö AB, Kivab, är ett svenskt förvaltningsbolag som agerar moderbolag för de verksamheter som Värmdö kommun har valt att driva i aktiebolagsform. Bolaget ägs helt av kommunen.

## Bolag
- Gustavsbergsbadet AB[3]
- Värmdö Hamnar Aktiebolag[4]
- Värmdöbostäder Aktiebolag (51%)[5]